# Hans Hartwig von Beseler
Hans Hartwig von Beseler (27. april 1850 – 20. december 1921) var en tysk generaloberst.

## Biografi
Beseler var født i Greifswald i Pommern. Hans far Georg Beseler var juraprofessor på universitetet i Greifswald. Han gik ind i den preussiske hær i 1868, kæmpede i den fransk-preussiske krig i 1870-1871 og havde en succesfuld militærkarriere indtil hans pensionering i 1910. Beseler blev adlet i 1904 af kejser Wilhelm 2..
Ved udbruddet af 1. verdenskrig i 1914 blev Beseler hentet tilbage til aktiv tjeneste og fik kommandoen over 3. reservekorps i 1. armé under generaloberst Alexander von Kluck. Den tyske armé erobrede Bruxelles den 20. august 1914, og den tyske overkommando regnede med, at den belgiske hær var besejret. Den tyske hovedstyrke marcherede mod Frankrig, men efterlod 3. reservekorps tilbage. Beseler fik ordre til at erobre byen Antwerpen den 9. september. Belejringen af Antwerpen sluttede den 10. oktober, da borgmesteren i Antwerpen Jan De Vos, overgav byen. Beseler fulgte efter den belgiske hær og blev stoppet i slaget ved Yser.
I foråret 1915 blev Beseler sendt til Østfronten med Max von Gallwitz' 9. armé, hvor han ledede den vellykkede belejring af Novogeorgievsk.
Den 27. august 1915 blev Beseler udnævnt til militærguvernør i den tysk-besatte del af russisk Polen, og han fortsatte på denne post indtil krigens slutning. Beseler håbede på at samle tre divisioner af polske frivillige til at gøre tjeneste for Centralmagterne, og til det formål ønskede han at vise en "uafhængig polsk facade".
Den officielle titel var generalguvernør af Generalgouvernement Warschau.
Beseler gav også sin støtte til den Polske grænsestribe plan, som ville betyde en masseudvisning af polakker og jøder fra områder annekteret af det tyske kejserrige fra russiske dele af Polen og en efterfølgende genbosætning af dette område med tyske kolonister.
I november 1915 genåbnede Beseler universitetet og det polytekniske institut i Warszawa og tillod brug af det polske sprog på universitetet for første gang siden 1869.
Der blev valgt byråd og lavere de domstole blev organiseret af lokale polakker.
Trods disse tiltag var de tyske hensigter tydelige og tysk styre blev ikke tolereret af polakkerne og alle tyske appeller om polske frivillige gav skuffende resultater. Hovedparten af polakkerne anså en allieret sejr for den bedste mulighed for en reel selvstændighed.
Den 5. november 1916 udsendte den tyske og den østrigske kejser en fælles erklæring om oprettelse af en polsk stat i den hidtidige russiske del af Polen. Beseler blev i sit embede og udøvede den reelle magt som generalguvernør i Generalgouvernement Warschau, den tysk-besatte del af Kongeriget Polen, sammen med østrigske generalguvernør Karl Kuk, som residerede i Lublin. Han var også det formelle overhoved for den såkaldte Polnische Wehrmacht. Efter deklarationen af 5. november 1916 organiserede han en ceremoni på kongeslottet i Warszawa, hvor det polske flag blev rullet ud, og den polske nationalsang blev afspillet. Ceremonien gav bagslag, da de polske folkemængder begyndte at råbe "Ud med tyskerne!".
Den 4. oktober 1916 udstedte Beseler et dekret, som tillod tvangsudskrivning af polske mænd i alderen 18-45
Efter at Polen erklærede sig uafhængigt den 11. november 1918, og alle tyske soldater i Warszawa blev afvæbnet, flygtede Beseler i forklædning til Tyskland. Som en nedbrudt og desillusioneret mand, der blev angrebet af tyske konservative og nationalister for at have været for liberal overfor polakkerne, men samtidig var ugleset blandt polakkerne for at være for preussisk, døde Beseler i 1921 i Neu-Babelsberg nær Potsdam. Han blev begravet på Invalidenfriedhof i Berlin.

### Rang
- 1870/71: Løjtnant
- 1875-06-15: Premierløjtnant
- 1882-04-18: Kaptajn
- 1888-09-19: Major
- 1893-10-17: Oberstløjtnant
- 1897-03-22: Oberst
- 1900-01-27: Generalmajor
- 1903-04-18: Generalløjtnant
- 1907-11-09: General i infanteriet
- 1918-01-27: Generaloberst

## Dekorationer
Udover mange mindre ordener fik Beseler Pour le Mérite og Jernkorset (1. og 2. klasse), og var kommandør med stjerne og krone i den preussiske Huset Hohenzollerns orden.

## Eksterne kilder
- Wikimedia Commons har flere filer relateret til Hans Hartwig von Beseler